# Wahlbezirk Galizien 30
Der Wahlbezirk Galizien 30 war ein Wahlkreis für die Wahlen zum Abgeordnetenhaus im österreichischen Kronland Galizien. Der Wahlbezirk wurde 1907 mit der Einführung der Reichsratswahlordnung geschaffen und bestand bis zum Zusammenbruch der Habsburgermonarchie.

## Geschichte
Nachdem der Reichsrat im Herbst 1906 das allgemeine, gleiche, geheime und direkte Männerwahlrecht beschlossen hatte, wurde mit 26. Jänner 1907 die große Wahlrechtsreform durch Sanktionierung von Kaiser Franz Joseph I. gültig. Mit der neuen Reichsratswahlordnung schuf man insgesamt 516 Wahlbezirke, wobei mit Ausnahme Galiziens in jedem Wahlbezirk ein Abgeordneter im Zuge der Reichsratswahl gewählt wurde. In Galizien wurde in den Städtewahlkreisen je ein Abgeordneter gewählt, in den Landgemeindewahlkreisen Galiziens wurden zwei Abgeordnete ermittelt.
Der Wahlkreis Galizien 30 umfasste die Städte Żółkiew (Gerichtsbezirk Żółkiew), Rawa Ruska (Gerichtsbezirk Rawa Ruska), Sokal, Krystynopol, Tortaków Miasto (Gerichtsbezirk Sokal), Wielkie Oczy (Gerichtsbezirk Krakowiec) sowie Waręż Miasto und Bełz (Gerichtsbezirk Bełz).
Aus der Reichsratswahl 1907 ging Stanisław Starzyński als Sieger hervor, der danach von 1907 bis 1911 das Amt des Vizepräsidenten des Abgeordnetenhauses innehatte. Bei der Reichsratswahl 1911 trat Ignacy Steinhaus gegen den Amtsinhaber an. Der jüdische Kandidat Steinhauser konnte sich im stark jüdisch geprägten Wahlbezirk in der Stichwahl gegen den antisemitisch eingestellten Starzyński durchsetzen.

## Wahlergebnisse

### Reichsratswahl 1907
Die Reichsratswahl 1907 wurde am 14. Mai 1907 (erster Wahlgang) durchgeführt. Die Stichwahl entfiel auf Grund der absoluten Mehrheit für Starzyński im ersten Wahlgang.
| Kandidat                                                                    | Partei                                   | Wahlkreis- stimmen | Prozent |
| --------------------------------------------------------------------------- | ---------------------------------------- | ------------------ | ------- |
| Stanisław Starzyński                                                        | polnisch-konservativ                     | 4841               | 75,5 %  |
| Volodymyr Zahajkevyč                                                        | Ukrainische Nationaldemokratische Partei | 928                | 14,5 %  |
| Joseph Samuel Bloch                                                         | Unabhängig jüdisch-national              | 639                | 10,0 %  |
|                                                                             | Sonstige Parteien                        | 7                  | 0,1 %   |
| Wahlberechtigte: 8313, Ungültige/Leere Stimmen: 81, Wahlbeteiligung: 78,1 % |                                          |                    |         |

### Reichsratswahl 1911
Die Reichsratswahl 1911 wurde am 13. Juni 1911 (erster Wahlgang) sowie am 20. Juni 1911 (Stichwahl) durchgeführt.

#### Erster Wahlgang
| Kandidat                                                                    | Partei                                          | Wahlkreis- stimmen | Prozent |
| --------------------------------------------------------------------------- | ----------------------------------------------- | ------------------ | ------- |
| Stanisław Starzyński                                                        | polnisch-konservativ                            | 1947               | 30,0 %  |
| Ignacy Steinhaus                                                            | polnisch-konservativ                            | 1823               | 28,1 %  |
| Samuel Rapaport                                                             | Jüdischnationale Partei                         | 1426               | 22,0 %  |
| Vasyl Levyckyj                                                              | Ukrainische Nationaldemokratische Partei (UNDP) | 1292               | 19,9 %  |
|                                                                             | Sonstige Parteien                               | 4                  | 0,1 %   |
| Wahlberechtigte: 8857, Ungültige/Leere Stimmen: 41, Wahlbeteiligung: 73,8 % |                                                 |                    |         |

#### Zweiter Wahlgang
| Kandidat                                                                    | Partei               | Wahlkreisstimmen | Prozent |
| --------------------------------------------------------------------------- | -------------------- | ---------------- | ------- |
| Ignacy Steinhaus                                                            | polnisch-konservativ | 3976             | 59,4 %  |
| Stanisław Starzyński                                                        | polnisch-konservativ | 2713             | 40,6 %  |
| Wahlberechtigte: 8857, Ungültige/Leere Stimmen: 36, Wahlbeteiligung: 75,9 % |                      |                  |         |